# Martin Hilberger
Martin Hilberger (* 4. März 1979) ist ein ehemaliger österreichischer Fußballspieler und nunmehriger -trainer.

## Karriere

### Als Spieler

#### Verein
Hilberger begann seine Karriere beim Annabichler SV. Zur Saison 1991/92 wechselte er in die Jugend des SK Austria Klagenfurt, bei dem er ab der Saison 1995/96 auch für die viertklassige Kampfmannschaft spielte. Mit dieser stieg er zu Saisonende in die Regionalliga Mitte auf. Mit dem inzwischen FC Austria/VSV genannten Team wurde er 1998 Meister und stieg in Folge in die zweite Liga auf.
Nach dem Aufstieg wechselte Hilberger zur Saison 1998/99 allerdings innerhalb der zweithöchsten Spielklasse zu Schwarz-Weiß Bregenz. Dort debütierte er im Juli 1998 gegen den SV Spittal/Drau in der zweiten Liga. In seiner ersten Profisaison kam er zu 26 Zweitligaeinsätzen. Mit den Vorarlbergern stieg er zu Saisonende in die Bundesliga auf. Sein Bundesligadebüt gab er im Juli 1999 gegen den SC Austria Lustenau. In der höchsten Spielklasse kam der Flügelspieler allerdings nur noch viermal zum Einsatz.
Im Oktober 2000 wechselte er in die Schweiz zum Drittligisten FC Widnau. Nach einer Saison im Ausland kehrte er zur Saison 2001/02 wieder nach Österreich zurück und wechselte zum Zweitligisten BSV Bad Bleiberg. Für Bad Bleiberg kam er in zwei Spielzeiten zu 30 Einsätzen in der zweiten Liga. Zur Saison 2003/04 ging Bad Bleiberg im BSV Juniors Villach auf, dem sich Hilberger in Folge anschloss. Für die Juniors absolvierte er 25 Partien, ehe sich das Team nach einer Spielzeit endgültig auflöste. Daraufhin wechselte er zur Saison 2004/05 zum Regionalligisten SV Spittal/Drau. Zur Saison 2005/06 kehrte er nach Klagenfurt zum inzwischen als FC Kärnten antretenden Team zurück, wo er sich den viertklassigen Amateuren anschloss. Mit diesen stieg er zu Saisonende in die Regionalliga Mitte auf. Nach der Saison 2006/07 beendete er seine Karriere als Aktiver. Zwischen 2007 und 2015 setzte er sich selbst als Trainer noch 15 Mal beim SV Viktoria Viktring ein.

#### Nationalmannschaft
Hilberger nahm 1995 mit der österreichischen U-16-Auswahl an der EM teil. 1999 spielte er viermal im U-21-Team.

### Als Trainer
Hilberger übernahm zur Saison 2007/08 den siebtklassigen SV Viktoria Viktring als Trainer. Mit Viktring stieg er 2011 in die 1. Klasse auf, aus der das Team aber direkt am Ende der Saison 2011/12 wieder abstieg. 2014/15 stieg Viktring ein zweites Mal auf. Nach dem Aufstieg legte er sein Amt nach acht Jahren als Trainer der Klagenfurter nieder.
In der Saison 2015/16 trainierte er dann zunächst in der Jugend des VST Völkermarkt, ehe er im Februar 2016 in die Akademie des Wolfsberger AC wechselte. Dort war er bis zum Ende der Saison 2017/18 Co-Trainer der U-16-Mannschaft.